# Brachioxena
Brachioxena is een geslacht van vlinders van de familie bladrollers (Tortricidae), uit de onderfamilie Olethreutinae.

## Soorten
- B. lutrocopa (Meyrick, 1914)
- B. pakistanella (Amsel, 1970)
- B. psammacta (Meyrick, 1908)
- B. sparactis (Meyrick, 1928)